# David de Haen
David de Haen of David de Haan (I) (Amsterdam, 1585 — Rome, 1622)  was een Nederlands barokschilder.  
Hij was geboren in Amsterdam en vertrok op jeugdige leeftijd naar Rome waar hij de rest van zijn leven zou doorbrengen.  Hij werkte samen met zijn landgenoot Dirck van Baburen aan de Cappella della Pietà in de kerk van San Pietro in Montorio in Rome. In 1619 en het voorjaar van 1620 woonden Baburen en de Haen in hetzelfde huis in de Romeinse parochie van Sant'Andrea delle Fratte. Hij schilderde religieuze en historische werken en wordt tot de caravaggisten gerekend.